# Hemisalanx brachyrostralis
Hemisalanx brachyrostralis is een straalvinnige vissensoort uit de familie van de ijsvissen (Salangidae). De wetenschappelijke naam van de soort is voor het eerst geldig gepubliceerd in 1934 door Fang.